# Taldıqorğan
Taldıqorğan (Kazachs: Талдықорған, Taldyqorghan) is een - met district gelijkgestelde - stad in Kazachstan en is de hoofdplaats van de oblast Almaty. In 2019 telde Taldıqorğan 145.400 inwoners, waarvan 65% Kazachen, 26% Russen en 3,6% Koreanen.

## Geschiedenis
In 1868 werd de bestaande winterverblijfplaats van nomaden met de naam Taldıqorğan tot officiële vestiging met de naam Gavrilovka (Гавриловка) opgewaardeerd. Er gingen zich ook Russische migranten vestigen. In 1920 werd de naam weer veranderd in Taldıqorğan. Toen in de Tweede Wereldoorlog productiebedrijven uit gebieden ten westen van de Oeral naar het oosten werden verplaatst, nam in deze regio de economische activiteit toe. In 1944 verkreeg de plaats stadsrechten en werd centrum van de nieuwe Oblast Taldıqorğan, die tot 1997 in het toen al onafhankelijke Kazachstan bleef bestaan. Tijdens het uiteenvallen van de Sovjet-Unie en in de eerste jaren van de onafhankelijkheid, heerste zoals overal in Kazachstan stagnatie. Met het faillissement van een aantal bedrijven liep ook het inwonertal van Taldıqorğan in het begin van de jaren 1990 flink terug. Veel jonge mensen trokken naar Almaty of het buitenland. De Oblast Taldıqorğan werd opgeheven, het gebied ging tot de Oblast Almaty behoren. In 2001 werd de stad door president Noersoeltan Nazarbajev tot hoofdstad gemaakt, wat tot nieuwe bouwactiviteiten leidde. Er werden nieuwe bedrijven, kantoren, restaurants, en een hotel gebouwd en veel straten werden (opnieuw) verhard. Hierdoor trokken in 1,5 jaar tijd 20.000 nieuwe bewoners naar de stad.

## Geografie
Taldıqorğan is bestuurlijk centrum van de Oblast Almaty en ligt in het zuidoosten van Kazachstan, aan de oever van de Karatal, die in het Balkasjmeer uitmondt.

### Klimaat
Het gebied heeft een continentaal klimaat, met warme en vrij droge zomers. De gemiddelde maximumtemperatuur overdag bedraagt in januari -4,5°C en in juli 30°C. De jaarlijkse neerslaghoeveelheid bedraagt 370 mm; de droogste maand is augustus met 13 mm, de natste zijn oktober en november met elk 40 mm.

## Bezienswaardigheden
Op het plein voor het regionaal bestuursgebouw bevindt zich een bron, waarvan de zeven granieten waterzuilen de zeven rivieren van het Zevenstromenland  (Schetysu) symboliseren. Het streekmuseum draagt de naam van de Kazachse patriot Moejamendsjan Tynysjbajev. Daarnaast ligt een museum ter herinnering aan de dichter Iljas Sjansoegoerov.

## Voorzieningen
Taldıqorğan beschikt over een universiteit en een technische hogeschool. Er zijn ruim 20 instellingen voor gezondheidszorg, een theater, bibliotheken, bioscopen, een stadion, sporthal en enkele zwembaden.

## Verkeer
Taldıqorğan heeft een vliegveld vanwaar een aantal Kazachse en Russische steden bereikt kunnen worden. Het spoorwegstation ligt aan een zijlijn van de  Turkestan-Siberische spoorlijn, die naar Tekeli leidt. De autoweg E-40 verloopt door de stad.

## Sport
De voetbalclub Jetisu FK Taldıqorğan speelt in de Premjer-Liga (Kazachstan).

## Geboren in
- Aidyn Aimbetov (*1972), ruimtevaarder
- Andrej Kivilev (1973-2003), wielrenner
- Anton Koezmin (1996), wielrenner